# Saint-Justin (Landes)
Saint-Justin è un comune francese di 944 abitanti situato nel dipartimento delle Landes, nella regione della Nuova Aquitania.

## Società

### Evoluzione demografica
Abitanti censiti